# Not Me, Not I
Not Me, Not I è una canzone pop scritta da Gary Barlow, Delta Goodrem, Eliot Kennedy, Kara DioGuardi e Jarrad Rogers, prodotta da Barlow e Kennedy per l'album di debutto della cantautrice australiana, Innocent Eyes (2003). È stata pubblicata come quarto singolo dell'album il 12 settembre 2003.